# Дмитровка (Оржицкий район)
Дмитровка (укр. Дмитрівка) — село,
Лукомский сельский совет,
Оржицкий район,
Полтавская область,
Украина.
Код КОАТУУ — 5323683602. Население по переписи 2001 года составляло 74 человека.
Образована после 1945 года из хуторов: Высший Иржавец, Дмитровка и Маляров
Село указано на трехверстовке Полтавской области. Военно-топографическая карта.1869 года как хутора Иржавец

## Географическое положение
Село Дмитровка находится на берегах реки Иржавец (в основном на правом берегу),
выше по течению на расстоянии в 2,5 км расположены сёла Полуниевка и Чернета,
ниже по течению на расстоянии в 2,5 км расположено село Нижний Иржавец.